# Musàylima
Abu-Thumama Mussàylima ibn Habib —àrab: أبو ثمامة مسيلمة بن حبيب الحنفي, Abū Ṯumāma Musaylima ibn Ḥabīb al-Ḥanafī— o, més senzillament, Mussàylima (mort en 633/634) fou un cap dels Banu Hanifa de la Yamama, cap de la tribu durant les guerres de la Ridda.
A la mort del xeic dels Banu Hanifa, Hawdha ibn Alí el 630, la tribu era la més poderosa de l'Aràbia central i aliada dels sassànides; a més garantia la seguretat de les caravanes entre l'Iraq i el Iemen. Havia rebut una carta de Mahoma que el convidava a convertir-se però havia demanat a canvi participar en el control polític d'Aràbia i, per tant, no es va convertir. La fracció nòmada de la tribu va aclamar com a xeic a Thumama ibn Uthal, a qui Mahoma va enviar un ambaixador. En canvi el cap de la fracció sedentària es va traslladar a Medina i es va convertir. No se sap el nom del xeic però Musàylima estava al seu seguici. Aquest hauria presentat la seva candidatura a la direcció de tota la tribu (que segurament pretenia també Thumama) i potser imitant Mahoma, va suggerir l'establiment d'un govern basat en un Profeta i ell mateix es va considerar així (potser ja s'hi considerava abans i l'exemple de Mahoma el va fer actuar). No va tenir molts seguidors però el seu objectiu era fundar un regne a la Yamama totalment independent. La seva religió tenia fortes influències cristianes (la majoria dels Banu Hanifa eren cristians).
El 632 va escriure a Mahoma i li va suggerir un repartiment de les zones d'influència, però Mahoma va refusar. A la mort de Mahoma, els Banu Hanifa es van girar cap a ell com a líder espiritual i polític. Abu-Bakr as-Siddiq al mig de la revolta de la Ridda, el va considerar un rebel perillós, i va enviar un exèrcit comandat per Khàlid ibn al-Walid i es va lliurar una forta batalla a Al-Aqraba en què els musulmans foren victoriosos però van perdre molts homes. Musàylima també va morir. Estava casat des de poc abans amb Wahxi, la profetessa dels Banu Tamim.